# Hrabůvka (okres Přerov)
Hrabůvka je obec ležící v okrese Přerov. Žije zde 328 obyvatel.

## Historie
První písemná zmínka o obci pochází z roku 1371.

## Doprava
Územím obce prochází dálnice D1, která zde prochází 70 metrů dlouhým hloubeným tunelem. Nad tunelem je vedena silnice III/44023 v úseku Velká - Hrabůvka - Radíkov a zároveň koryto Drahotušského potoka. V obci se na tuto silnici napojuje silnice III/44024 Klokočí - Hrabůvka.

## Pamětihodnosti
- Zvonička